# Paroedura stumpffi
Paroedura stumpffi är en ödleart som beskrevs av  Oskar Boettger 1879. Paroedura stumpffi ingår i släktet Paroedura och familjen geckoödlor. IUCN kategoriserar arten globalt som livskraftig. Inga underarter finns listade i Catalogue of Life.